# Norris McWhirter

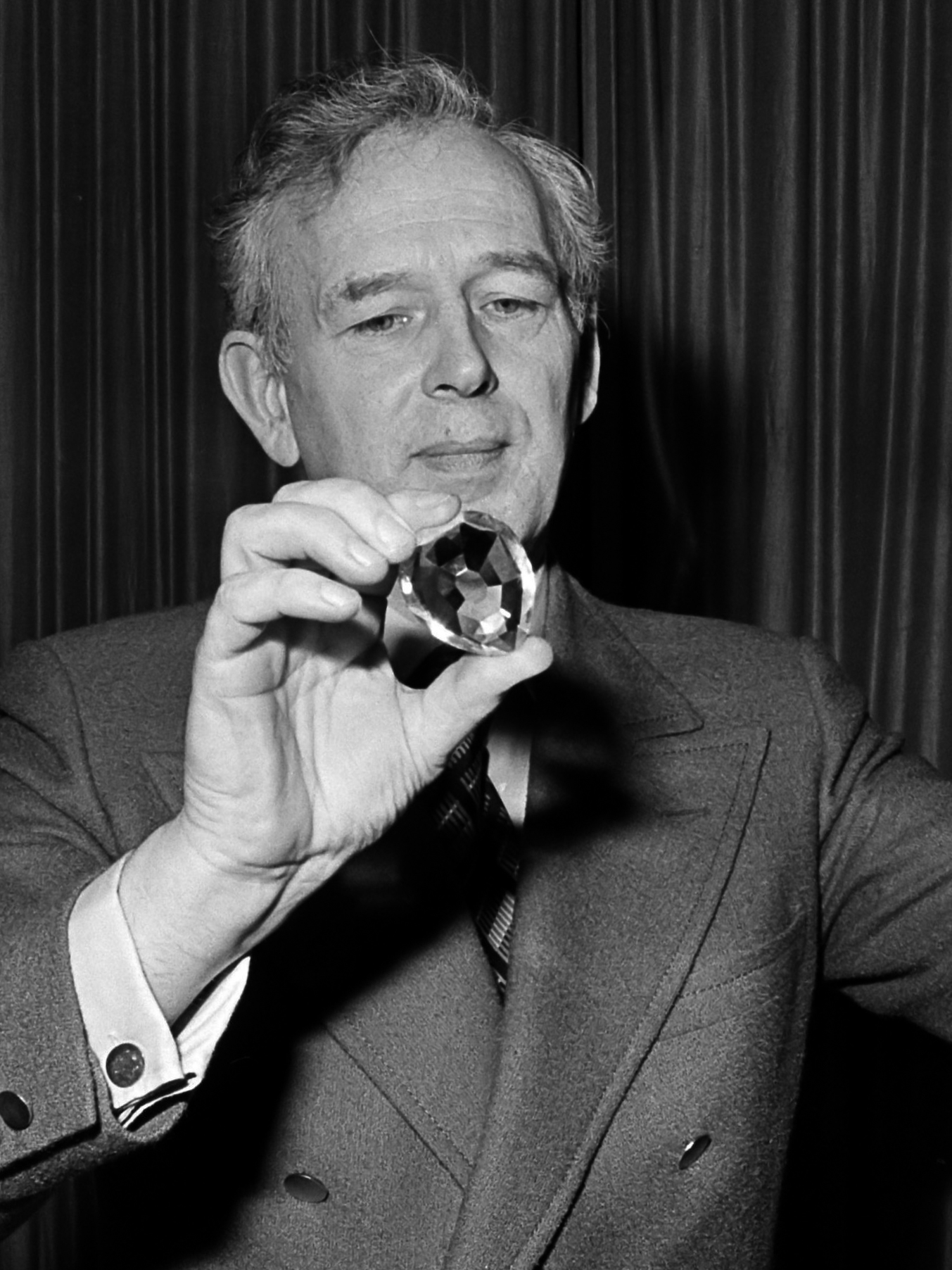
Norris McWhirter (1997)

Norris McWhirter (ur. 12 sierpnia 1925, zm. 19 kwietnia 2004) – brytyjski sportowiec, dziennikarz telewizyjny, współtwórca i wieloletni autor Księgi rekordów Guinnessa.
Pracował m.in. jako komentator sportowy dla BBC, był świadkiem rekordu Rogera Bannistera, który 6 maja 1954 przebiegł dystans mili poniżej czterech minut. Zafascynowany rekordami, McWhirter, wraz z bratem bliźniakiem Rossem stworzył rocznik, znany jako Księga rekordów Guinnessa. W latach 1955–1975 autorami byli obaj bracia, po śmierci Rossa (1975) Norris McWhirter pozostawał autorem do 1985. Bracia prowadzili także program telewizyjny w BBC Record Breakers (również ten cykl McWhirter kontynuował po śmierci brata sam, do 1994).
Działacz polityczny prawicy, kandydował bez powodzenia z ramienia konserwatystów w wyborach parlamentarnych.
Inne publikacje:
- Dunlop Illustrated Encyclopedia of Facts
- Guinness Sports Record Book 1977-78
- Ross: The Story of a Shared Life
- Book of Millennium Records (1999)
- Treason at Maastricht (krytyka Traktatu z Maastricht)